# McHenry (Illinois)
McHenry es una ciudad ubicada en el condado de McHenry en el estado estadounidense de Illinois. En el Censo de 2010 tenía una población de 26,992 habitantes y una densidad poblacional de 686,72 personas por km².

## Geografía
McHenry se encuentra ubicada en las coordenadas 42°20′22″N 88°17′35″O / 42.33944, -88.29306. Según la Oficina del Censo de los Estados Unidos, McHenry tiene una superficie total de 39.31 km², de la cual 38.18 km² corresponden a tierra firme y (2.87%) 1.13 km² es agua.

## Demografía
Según el censo de 2010, había 26992 personas residiendo en McHenry. La densidad de población era de 686,72 hab./km². De los 26992 habitantes, McHenry estaba compuesto por el 90.29% blancos, el 0.74% eran afroamericanos, el 0.35% eran amerindios, el 1.56% eran asiáticos, el 0.02% eran isleños del Pacífico, el 5.47% eran de otras razas y el 1.57% pertenecían a dos o más razas. Del total de la población el 12.78% eran hispanos o latinos de cualquier raza.